# Save (baseball)

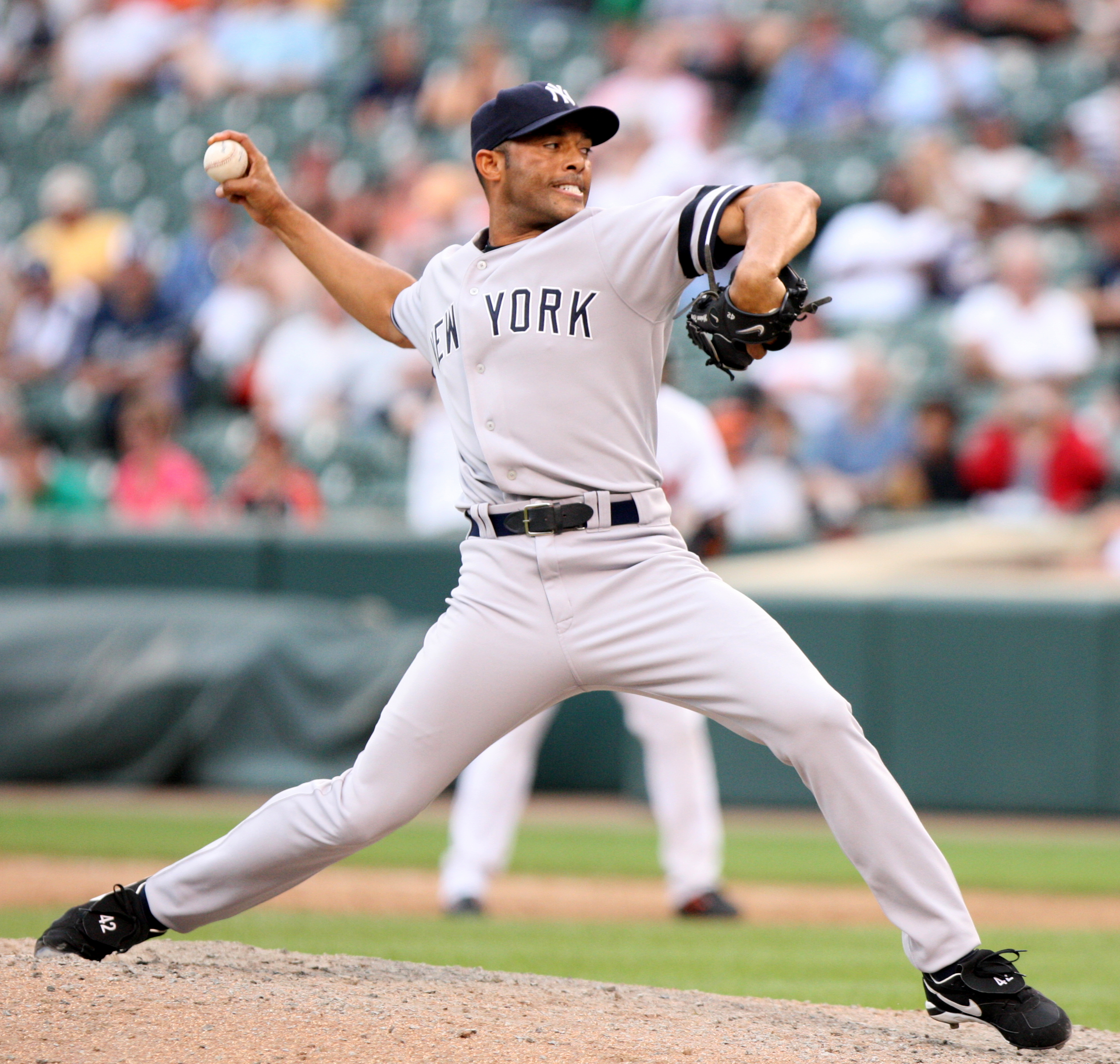
Mariano Rivera z New York Yankees zaliczył najwięcej save'ów w historii MLB.

Save (w skrócie SV lub S) – w baseballu statystyka dla relief pitchera (częściej zwanego jako closer), który utrzymał prowadzenie drużyny do końca meczu. Po raz pierwszy zastosowana w 1969 roku.
Save zapisuje się miotaczowi zwycięskiej drużyny, który spełnia trzy warunki:
1. wystąpił jako ostatni miotacz w swojej drużynie,
2. nie był miotaczem, któremu zapisano zwycięstwo (W),
3. jego drużyna zanotowała przynajmniej jeden aut, gdy przebywał na boisku (tylko jako miotacz),

oraz dodatkowo jeden z poniższych:
1. wszedł na boisko, gdy jego drużyna prowadziła najwyżej trzema punktami i rozegrał jedną zmianę (trzy auty),
2. wszedł na boisko, niezależnie od liczby strike'ów i balli, w sytuacji, gdy liczba zawodników okupujących bazy powiększona o dwa była równa lub większa od przewagi punktowej, jaką miała w tym momencie jego drużyna. (Przykład: Jeśli miotacz wchodzi na boisko, gdy rywale mają jednego biegacza na którejś z baz, a jego drużyna prowadzi 6-3, warunek jest spełniony. Jeśli miotacz wchodzi na boisko przy pustych bazach, warunek nie jest spełniony.),
3. narzucał przez co najmniej 3 zmiany (9 autów).

Liderem w klasyfikacji wszech czasów pod względem zaliczonych save'ów w MLB jest Mariano Rivera z liczbą 652, zaś w NPB Hitoki Iwase, który zaliczył ich 346. Rekord sezonu w MLB należy do Francisco Rodrígueza i wynosi 62.